# Scaphoidula mourei
Scaphoidula mourei är en insektsart som beskrevs av Keti Maria Rocha Zanol 1988. Scaphoidula mourei ingår i släktet Scaphoidula och familjen dvärgstritar. Inga underarter finns listade i Catalogue of Life.